# سترمتسی
سترمتسی (به بلغاری: Stremtsi) یک منطقهٔ مسکونی در بلغارستان است که در شهرستان کاردژالی واقع شده‌است.